# Kalitimbang
Kalitimbang is een bestuurslaag in het regentschap Cilegon van de provincie Banten, Indonesië. Kalitimbang telt 5970 inwoners (volkstelling 2010).